# Acetil-CoA
Acetil coenzima A, notată acetil-CoA este un important compus în cadrul metabolismului, întrucât intervine în multe reacții biochimice. Principala sa funcție este de a transmite catena de carbon care va intra într-o grupă acetil, începându-se astfel un ciclu Krebs. Din punct de vedere structural, coenzima A (notată CoA-SH sau simplu CoA) este alcătuită din grupe de β-mercaptoetilamină legate de molecule de acid pantotenic prin intermediul legăturilor amidice.

## Funcții biochimice

### Metabolismul acizilor grași
Acetil-CoA este produsă în urma scindării atât a carbohidraților (în urma procesului de glicoliză), cât și a grăsimilor (prin beta-oxidare). Apoi, acetil-CoA intră în ciclul Krebs care are loc în mitocondrie, unde se combină în cadrul primei etape cu ionii oxalilacetat pentru a forma ionii citrat. Această reacție are ca rezultat conversia completă a grupei acetil din cadrul acetil-CoA în dioxid de carbon și apă. Energia eliberată în acest proces este înmagazinată la nivelul a 12 legături (1 de guanozintrifosfat, GTP și 11 de adenozintrifosfat, ATP), pentru fiecare grupă acetil oxidată.